# Julius von Hann
Julius Ferdinand von Hann (ur. 23 marca 1839 w miejscowości Schloß Haus, zm. 1 października 1921 w Wiedniu) – austriacki geofizyk i klimatolog.
Studiował matematykę i fizykę na Uniwersytecie Wiedeńskim od 1860 i uczęszczał na wykłady z geologii, paleontologii i geografii fizycznej. Habilitował się na uniwersytecie w 1868, w 1874 został mianowany profesorem nadzwyczajnym geografii fizycznej na uniwersytecie. Pracował na tym stanowisku do emerytury  do 1910 roku. Napisał wiele publikacji, m.in. opisał zjawisko fenu, podał dynamiczną teorię cyklonów. Badał klimaty świata. Jest autorem prac Handbuch der Klimatologie (1883) i Lehrbuch der Meteorologie (1901). W 1912 odznaczony Pour le Mérite za Naukę i Sztukę